# Gli incappucciati d'ombra
Gli incappucciati d'ombra (The Haunted Stars) è un romanzo di fantascienza del 1960 dello scrittore statunitense  Edmond Hamilton.

## Trama
Robert Fairlie, esperto di lingue antiche, viene coinvolto nel progetto guidato dagli Stati Uniti d'America per la traduzione di alcuni antichi manufatti scoperti sulla Luna. Scopre così che la Luna era un avamposto presidiato da un'antica civiltà, in guerra contro un'altra, e che l'avamposto era stato distrutto quando la guerra era stata persa.
Le scoperte permettono la costruzione di un'astronave interplanetaria e la spedizione militare giunge ad Altair, dove gli umani trovano i superstiti sconfitti, i Vanrin, e incontrano i Llorn, vincitori della guerra. Dai Llorn arriva un terribile monito.

## Edizioni
La traduzione dell'edizione Urania e Classici Urania è di Bianca Russo, e le copertine - differenti nelle tre edizioni - sono di Karel Thole.
- Edmond Hamilton, The Haunted Stars, New York: Dodd, Mead and Co., 1960,  p. 192.
- Edmond Hamilton, The Haunted Stars, Pyramid, 1962,  p. 159.
- Edmond Hamilton, Gli incappucciati d'ombra, traduzione di Bianca Russo, Urania n° 331, Mondadori, 1964.
- Edmond Hamilton, Gli incappucciati d'ombra, traduzione di Bianca Russo, Urania n° 671, Mondadori, 1964.
- Edmond Hamilton, Gli incappucciati d'ombra, traduzione di Bianca Russo, Classici Urania n° 65, Mondadori, 1982,  p. 164.